# Ateneu de Selèucia
Ateneu de Selèucia (en grec antic Άθήναιος) fou un filòsof peripatètic grec esmentat per Estrabó que diu que era contemporani seu.
Va ser durant un cert temps el principal demagog de la seva ciutat, però més tard va anar a Roma i va fer amistat amb Aule Terenci Varró Murena. Quan es va descobrir el complot que aquest darrer i Fanni Cepió havien preparat contra August, Ateneu el va acompanyar en la seva fugida. Fou capturat, però perdonat per August, ja que no hi havia evidència de la seva participació en l'afer, segons explica Diodor de Sicília.